# Chiridiella bispinosa
Chiridiella bispinosa is een eenoogkreeftjessoort uit de familie van de Aetideidae. De wetenschappelijke naam van de soort is voor het eerst geldig gepubliceerd in 1970 door Park.